# إلي لي غوف
إلي لي غوف (بالفرنسية: Élie Le Goff) هو نحات فرنسي، ولد في 1858 في سانت بريوك في فرنسا، وتوفي في 1938.

## معرض صور

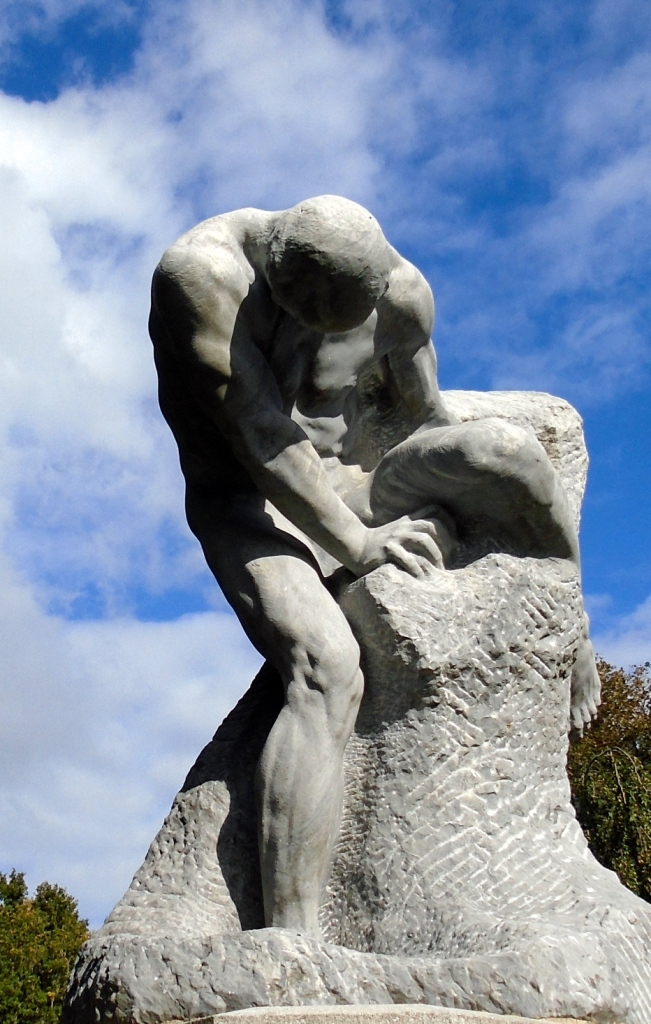
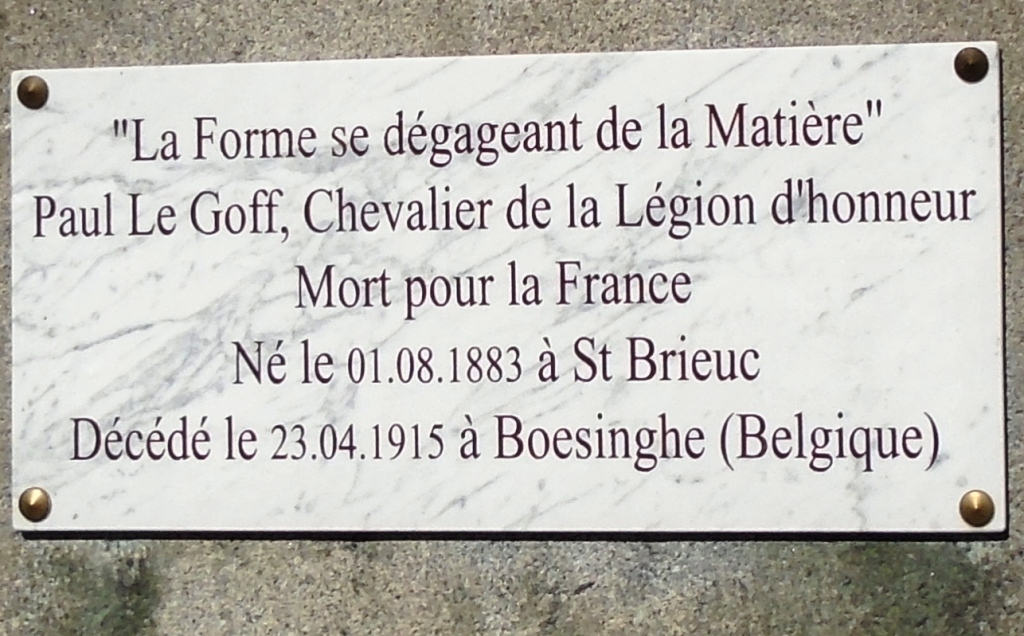
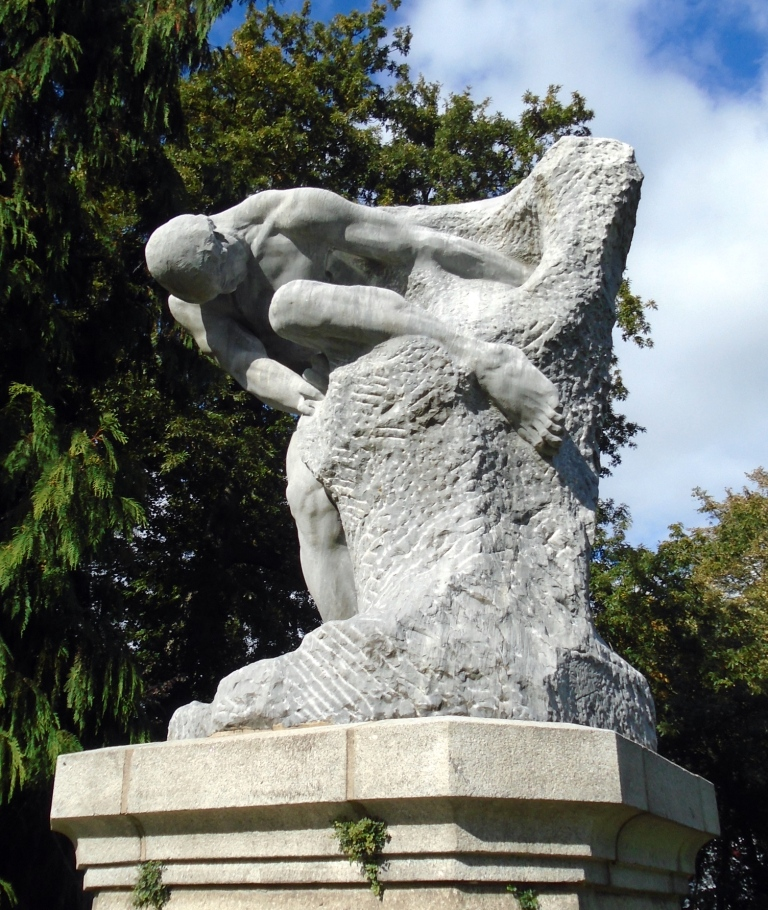